# Passage du Pont-aux-Biches
Passage du Pont-aux-Biches je malá ulice pro pěší v Paříži v historické čtvrti Marais. Průchod se nachází ve 3. obvodu.

## Poloha
Ulice spojuje Rue Notre-Dame-de-Nazareth a Rue Meslay (naproti přes tuto ulici je vstup do Passage des Orgues). Z Rue Notre-Dame-de-Nazareth vede jako klasická ulice, ale v Rue Meslay je vstup schodištěm přes budovu. Schodiště je pozůstatkem bývalého návrší Saint-Martin, dnes již částečně zarovnaného.

## Historie
Dnešní průchod odvozuje svůj název od slepé uličky Impasse Pont-aux-Biches, která odpovídá současné části průchodu od ulice Rue Notre-Dame-de-Nazareth. Také úsek současné Rue Volta mezi Rue du Vertbois a Rue Notre-Dame-de-Nazareth se před rokem 1851 jmenoval Rue du Pont-aux-Biches.
Název ulice (průchod u laního mostu) odkazuje na dávnou lávku, která vedla přes stoku v ulici Rue Notre-Dame-de-Nazareth. Průchod byl v současné podobě otevřen 20. října 1881 po výstavbě schodiště, které ho spojuje s Rue Meslay.
Rozdíl v úrovni mezi Rue Notre-Dame-de-Nazareth a Rue Meslay odpovídá starému pahorku, na kterém byla postavena před rokem 1609 bašta jako součást zlepšení městských hradeb Karla V. V roce 1634 byla zakryta původně otevřená stoka a odkloněna na sever podzemní chodbou pod baštou a poté pod Boulevardem Saint-Martin, když po roce 1670 bulváry nahradily hradby. Tato stoka byla rozšířena o otevřený kanál, který ústil do hlavní kanalizace na rohu dnešních ulic Rue Lancry a Rue du Château-d'Eau.